# 国体の本義
『国体の本義』（こくたいのほんぎ）とは、日本の国体に関する正統的な解釈書として1937年(昭和12)に文部省思想局が発行した教科書、冊子。国体明徴運動の中で編纂され、神勅や万世一系が冒頭で強調されている。1945年連合国占領軍により『臣民の道』とともに発禁となった。

## 編纂の経緯
『国体の本義』 編纂の発端は天皇機関説問題への対応としての「国体明徴・日本精神闡明」であった。1933年の思想対策協議委員幹事会で「国民精神文化研究所研究部ヲシテ日本精神ノ聖書経典トモ称スベキ簡明平易ナル国民読本ヲ編纂シ之ヲ広ク普及セシムルコト」 とあり、1935年9月には「国体本義」の編纂頒布が予算要求に盛り込まれた。
文部省思想局長伊東延吉と近藤寿治督学官による人選で、吉田熊次・紀平正美・和辻哲郎・井上孚麿・作田荘一・黒板勝美・大塚武松・久松潜一・山田孝雄・飯島忠夫・藤懸静也・宮地直一・河野省三・宇井伯寿の14人が編纂委員として委嘱された。編纂調査嘱託には国民精神文化研究所から山本勝市・大串兎代夫・志田延義が指名され、文部省からは思想局調査課長小川義章、督学官の近藤寿治・横山俊平・志水義暲、図書監修官の藤岡継平・藤本万治・佐野保太郎が指名され、小川義章と志田延義が草案と推敲に当たったと推測されている。
前田一男によれば、『国体の本義』 の草稿を書いたのは久松潜一とその弟子志田延義が中心である。
文部省は 『国体の本義』の普及徹底を図り、30万部を全国教育関係者に配布し、市販版は1943年には190万部に達した。
昭和12年7月31日の第71帝国議会で政友会の原惣兵衛は、『国体の本義』にある「君民共治でもなく、三権の分立主義でも法治主義でもなくして、一に天皇の御親政である」という一節について、「法治主義でもなく」と云うことは、西洋流法治主義でないというのなら、日本流法治主義というのはどこにある、苟も憲法という所の国家統治の大法典が存在するということになったら、法治国ではありませぬか、と文相安井英二を追及し、文相は検討を凝らしたいと答弁するなど、この時点では「聖典」化していなかった。また、閣僚の多くも、『国体の本義』をこの時点までに読んでいなかった。
その後、日中戦争が全面化し、国民精神総動員運動が展開されていくなか、批判は次第にタブーとなり、『国体の本義』は聖典化していった。

## 内容
「大日本帝国は、万世一系の天皇皇祖の神勅を奉じて永遠にこれを統治し給ふ。これ、我が万古不易の国体である。」と国体を定義した上で、共産主義や無政府主義を否定するのみならず、民主主義や自由主義をも国体にそぐわないものとしている。また共産主義、ファシズム、ナチズムなどが起こった理由として個人主義の行き詰まりを挙げている。

### 『国体の本義』の「万世一系」論
（旧字旧仮名版）
（新字新仮名版）

### 天皇機関説への批判
（旧字旧仮名版）
（新字新仮名版）
（旧字旧仮名版）
（新字新仮名版）

## 書誌情報
- 文部省 編『國體の本義』文部省、1937年3月30日。NDLJP:1156186。
- 文部省 編『國體の本義』文部省、1937年3月30日。NDLJP:1219377。
- 文部省 編『國體の本義』内閣印刷局、1937年5月31日。NDLJP:1880826。
- 文部省 編『國體の本義』大阪府立泉尾高等女学校白百合会、1938年3月30日。NDLJP:1111807。

## 『國體の本義解説叢書』
国体の本義が発行される以前、及び以後も、『国体の本義解説叢書』などの解説書が発行され続けた。
- 紀平正美・安岡正篤共著『國體の真意義 日本の國體』青年教育普及会、1932年。
- 山田孝雄『国体の本義』宝文館、1933年10月28日。NDLJP:1233161。
  - 山田孝雄『国体の本義』（訂）宝文館、1936年9月20日。NDLJP:1228752。 - 普及版。
- 『国体の本義に就て』山田孝雄 述、宮城県知事官房、1934年6月15日。NDLJP:1094713。 - 会期：1934年（昭和9年）4月29日、会場：宮城県会議事堂。
- 西川貞一『国体の本義と皇道財政』関門日日新聞社、1935年。NDLJP:1026930。
- 『国体の本義』日本国体宣揚普及会、1936年11月20日。NDLJP:1028654。
- 山崎又次郎 述『憲法と国体の本義』全国神職会、1936年。NDLJP:1228661。
- 阪谷芳郎『我が国体の本義』 第237輯、社会教育協会〈社会教育パンフレット〉、1936年。NDLJP:1147086。
- 有元史郎『建国の由来と国体の本義』大日本教育会、1937年2月5日。NDLJP:1093483。
- 大内地山 編『国体の本義解釈』協文社、1937年6月20日。NDLJP:1026314。 - 奥付：大内逸朗編。
- 三浦藤作 編『国体の本義精解』東洋図書、1937年7月25日。NDLJP:1219542。
- 鷹藤竜馬『国体の本義と建国の二字　故野本互尊先生の明見』北越新報社(印刷)、1937年。NDLJP:1092479。
- 吉田熊次『明治以後詔勅謹解』 第1巻、教学局〈国体の本義解説叢書〉、1937年。NDLJP:1228842。
- 飯島忠夫『日本の儒教』 第2巻、教学局〈国体の本義解説叢書〉、1937年。NDLJP:1262263。
- 河野省三『我が国体と神道』 第3巻、教学局〈国体の本義解説叢書〉、1938年。NDLJP:1228840。
- 紀平正美『我が国体に於ける和』 第4巻、教学局〈国体の本義解説叢書〉、1938年。NDLJP:1228839。
- 久松潜一『我が風土・国民性と文学』 第5巻、教学局〈国体の本義解説叢書〉、1938年。NDLJP:1262259。
- 大串兎代夫『帝国憲法と臣民の翼賛』 第8巻、教学局〈国体の本義解説叢書〉、1939年7月5日。NDLJP:1228832。
  - 大串兎代夫 著、文部省教学局 編『帝国憲法と臣民の翼賛』（4刷）内閣印刷局〈国体の本義解説叢書〉、1943年10月30日（原著1939年7月5日）。NDLJP:1453729。
- 日野真澄『国体の本義と基督教の神髄』日本組合基督教会本部、1938年10月20日。NDLJP:1100369。
- 北野豊治郎『国体の本義と元首の国法上の地位』北野研究所、1938年。NDLJP:1262398。
- 土橋真吉『国体の本義と楠公父子の忠誠』奉公会、1938年。NDLJP:1110631。
  - 土橋真吉『国体の本義と楠公父子の忠誠』（2版）奉公会、1939年。NDLJP:1033886。
- 鈴木登『国体の本義について』熊本市教育会、1938年。NDLJP:1216874。
- 杉崎正義『国体ノ本義ニ基ク教育』神奈川県愛甲郡厚木尋常高等小学校〈神奈川県指定研究 第12輯〉、1938年7月17日。NDLJP:1457313。
- 長谷川瑞『国体の本義に基く実践的国史教育』弘学社、1938年。NDLJP:1118612。
- 安藤圭助『国体の本義に基く誠の教育』弘学社、1938年。NDLJP:1022627。
- 吉田熊次 著、教学局 編『明治以後詔勅謹解』内閣印刷局〈國體の本義解説叢書〉、1938年8月。
- 日高瓊々彦『文部省当局に質す』 其の1、日高瓊々彦、1938年1月3日。NDLJP:1138488。
- 沢田総清『要解国体の本義』健文社、1938年11月10日。NDLJP:1053189。
- 田制佐重『解義国体の本義講話資料』啓文社、1939年。NDLJP:1261613。
- 三浦圭三『国体の本義十講』三友社、1939年3月8日。NDLJP:1262374。
- 藤懸静也『日本の美術』 第6巻、教学局〈国体の本義解説叢書〉、1939年。NDLJP:1262257。
- 山田孝雄『肇国の精神』 第7巻、教学局〈国体の本義解説叢書〉、1939年。NDLJP:1228833。
- 山口県女子師範学校附属小学校 編『国体の本義に立脚せる教科経営』広津為助 代表、山口県女子師範学校附属小学校、1939年7月20日。NDLJP:1462140。
- 小川義章 著「国体の本義につきて」、滋賀県 編『夏期講習録』 昭和13-14年度、滋賀県、1939年12月30日。NDLJP:1239065。
- 小島徳彌『解説國体の本義』創造社、1940年8月18日。NDLJP:1080145。 - 紀元二千六百年記念出版。
- 木村武一郎『正解詳釈 国体の本義』三省堂、1940年。NDLJP:1090083。
- 塚本哲三『国体の本義解釈 附・勅語勅諭詔書謹解』有朋堂、1940年1月2日。NDLJP:1033588。
- 辻善之助『御歴代の聖徳に就て』 第9巻、教学局〈国体の本義解説叢書〉、1940年。NDLJP:1228836。
- 孫田秀春、原房孝『国体の本義解説大成』大明堂、1940年。NDLJP:1047099。
- 作田荘一『我が国体と経済』内閣印刷局〈国体の本義解説叢書〉、1940年11月22日。NDLJP:1282260。 - 叢書の編者：文部省教学局。
- 磯野清『国体の本義詳説』目黒書店、1941年。NDLJP:1039474。
- 中村唯一『国体の本義に徹せよ』吉田書店、1941年。NDLJP:1035309。
- 塚本勝義『少年少女国体の本義読本』誠文堂新光社、1941年。NDLJP:1683194。
- 大日本農道協会 編『国体の本義と農道』泰文館、1942年。NDLJP:1039366。
- 善隣協会、近藤寿治 等 編「国体の本義と興亜教育」『国防力の整備』目黒書店、1942年。NDLJP:1062742。
- 紀平正美 著、文部省教学局 編『我が邦に於ける家と国』 第10巻、文部省教学局〈国体の本義解説叢書〉、1941-1943。NDLJP:1257097。
- 花山信勝 著、文部省教学局 編『日本の仏教』 第11巻、内閣印刷局〈国体の本義解説叢書〉、1942年3月31日。NDLJP:1257100。
- 山田孝雄 著、文部省教学局 編『国体と修史』 第12巻、文部省教学局〈国体の本義解説叢書〉、1943年3月22日。NDLJP:1257100。
- 小柳司気太「「国体の本義」及び「日本の儒教」を読みて国体学に及ぶ」『東洋思想の研究』 続、森北書店、1943年12月5日、393-418頁。NDLJP:1913953。
- 文部省教學局 編『國體の本義解説叢書』 合本上、印刷局、1944年。NDLJP:1256969。
- 文部省教學局 編『國體の本義解説叢書』 合本下、印刷局、1944年。NDLJP:1257120。

## 復刻
- 『戦後道徳教育文献資料集』 2巻、貝塚茂樹 監修、日本図書センター、2003年10月。ISBN 4-8205-8837-0。 - 『国体の本義』内閣印刷局1939年刊（4刷）、『臣民の道』内閣印刷局1943年刊（5刷）の複製。
- 文部省 編『國體の本義』呉PASS出版、2015年。 - 定本　国体の本義　臣民の道　合冊版

## 関連文献
- 植村和秀 執筆「國體の本義」『場と器　思想の記録と伝達』 第2巻、苅部直・黒住真・佐藤弘夫・末木文美士 編集委員、岩波書店、2013年5月24日。ISBN 978-4-00-011312-0。
- 久保義三『昭和教育史 天皇制と教育の史的展開』三一書房、1994年
- 小山常美『天皇機関説と国民教育』アカデミア出 版会，1989年
- 佐々木秀一「国体の本義」『文献資料集成 日本道徳教育論争史』 第2期第10巻、貝塚茂樹 監修、日本図書センター、2013年6月。ISBN 978-4-284-30618-8。 - 第2期のタイトル関連情報：修身教育の改革と挫折。資料編に「国体の本義」文部省を収録。
- 佐藤優『禁書『国体の本義』を読み解く 日本国家の神髄』産経新聞出版(出版) 扶桑社(発売)、2009年12月25日。ISBN 978-4-594-06123-4。 - 文献あり。
  - 佐藤優『日本国家の神髄　禁書『国体の本義』を読み解く』扶桑社〈扶桑社新書175〉、2015年1月1日。ISBN 978-4-594-07183-7。 - 佐藤 (2009)の再刊。文献あり。
- 高野邦夫『天皇制国家の教育論 教学刷新評議会の研究』 あずみの書房，1989年
- 前田一男「「教学刷新」の設計者・伊東延吉の役割」寺﨑昌男・編集委員会共編『近代日本における知の配分と国民統合』1993年
- 土屋忠雄「「国体の本義」の編纂過程」(『関東教育学会紀要』第5号、1978年)
- 棚沢直子 著「『国体の本義』読解」、棚沢直子、中嶋公子 編『権力と女性表象の日仏比較 フランスから見る日本ジェンダー史』新曜社、2007年5月。ISBN 978-4-7885-1041-8。 - 文献あり。
- 橋爪大三郎著『皇国日本とアメリカ大権：日本人の精神を何が縛っているのか？』（筑摩選書）2020年